# 萨尔瓦达
萨尔瓦达是葡萄牙贝雅区的一个堂区。总面积59.42平方公里，总人口1245人，人口密度21人/平方公里。